# Jorge Solana
Jorge Doroteo Solana (Bahía Blanca, 14 de enero de 1916-Neuquén, 18 de noviembre de 2017) fue un abogado y político argentino del Movimiento Popular Neuquino. Se desempeñó como juez, intendente de la ciudad de Neuquén, diputado nacional por la provincia del Neuquén por tres mandatos (1963-1965, 1965-1966 y 1973-1976) y senador nacional por la misma provincia entre 1983 y 1998.

## Biografía
Nació en 1916 en Bahía Blanca (provincia de Buenos Aires), hijo de inmigrantes españoles. Se recibió de abogado en la Facultad de Ciencias Jurídicas y Sociales de la Universidad Nacional de La Plata en 1943, donde también obtuvo un doctorado en 1950. En 1943 trabajó en la Secretaría de Trabajo y Previsión de la Nación.
En sus primeros años de profesión desarrolló su carrera judicial, siendo secretario de  juzgado, juez del Tribunal de Menores, juez del Tribunal de Trabajo, y luego juez y presidente de la Cámara Segunda de Apelaciones de Bahía Blanca. En General Roca (Río Negro) fue juez de la Cámara de Apelaciones y, en la provincia del Neuquén, desde 1960, se desempeñó como fiscal, juez y presidente del Tribunal Superior de Justicia provincial. Fue profesor en la Universidad Nacional del Sur y en la Universidad Nacional del Comahue. En la predecesora de esta última, la Universidad de Neuquén, fue rector en 1970.
En 1960 inició su carrera política al unirse al Movimiento Popular Neuquino (MPN), ejerciendo como apoderado del partido durante cuatro décadas. También fue uno de los redactores de la carta orgánica del MPN.
En las elecciones legislativas de 1963 fue elegido por primera vez diputado nacional por la provincia del Neuquén, con mandato hasta 1965, cuando fue reelegido hasta 1967. No pudo finalizar por el golpe de Estado del 28 de junio de 1966. Volvió a la Cámara de Diputados tras las elecciones legislativas de 1973, con mandato hasta 1977, interrumpido por el golpe de Estado del 24 de marzo de 1976.
Entre marzo de 1970 y agosto de 1972, durante el gobierno de facto de la Revolución Argentina, ejerció como comisionado municipal de la ciudad de Neuquén, designado por el interventor provincial Felipe Sapag. En su gestión, se instaló el primer sistema de semáforos de la ciudad.
En las elecciones al Senado de 1983, fue elegido senador nacional por Neuquén, siendo reelegido en 1989 para un segundo período finalizado en 1998. Fue vicepresidente segundo del Senado en tres oportunidades: 1987-1988, 1990-1991 y 1994-1995.
En su último período en la cámara alta, fue presidente de la comisión de Población y Desarrollo, y secretario de las comisiones de Asuntos Penales y Regímenes Carcelarios; de Relaciones Internacionales Parlamentarias; de Drogadicción y Narcotráfico; y de Juicio Político. También fue vocal en las comisiones del Interior y Justicia; de Defensoría del Pueblo; de Cultura; de Combustibles; de Derechos y Garantías; y de Mediana, Pequeña y Mediana Empresa. En 1998 formó parte de la primera integración del Consejo de la Magistratura de la Nación.
Falleció en la ciudad de Neuquén en noviembre de 2017 a los 101 años.

## Obra
- Síntesis de una labor parlamentaria: Quince años en el Senado de la Nación (1983-1998). Congreso de la Nación Argentina (1998).[3]